# Kenan Karisik
Kenan Karišik (sinh ngày 23 tháng 4 năm 1987) là một cầu thủ bóng đá Bosna-Thổ Nhĩ Kỳ thi đấu ở vị trí tiền vệ cho Samsunspor.
Anh sinh ra ở Sjenica, Nam Tư và có 2 quốc tịch, Bosnia và Thổ Nhĩ Kỳ.

## Sự nghiệp
Anh thi đấu cho Fethiyespor ở TFF First League, sau đó từ năm 2014 đến 2016 anh thi đấu cho Şanlıurfaspor ở TFF First League, và năm 2016 anh gia nhập Akhisar Belediyespor và đang chơi ở Süper Lig.